# 澤井幸次
澤井 幸次（さわい こうじ、1955年9月14日 - ）は、日本の男性アニメーション演出家、アニメーション監督。東京都出身。血液型はB型。

## 来歴・人物
学生時代は、漫画家を目指していた。
東洋大学卒業後、タツノコプロ（当時は「竜の子プロダクション」）に入社。2年程制作進行スタッフを務めた後演出家に転向し、『ゴールドライタン』・『未来警察ウラシマン』・『よろしくメカドック』・『炎のアルペンローゼ ジュディ&ランディ』・『昭和アホ草紙 あかぬけ一番!』などの絵コンテ・演出を担当した。
その後、1986年にタツノコプロを退社し、現在はフリーランスの演出家として活動している。
2000年以降は、タツノコプロ時代から親交がある、真下耕一が代表を務めるビィートレインの作品に関わる事が多い。
2010年代からは、SILVER LINK.の作品にも数多く参加している。

## 参加作品

### テレビアニメ
1981年
- ゴールドライタン（演出）

1983年
- 未来警察ウラシマン（演出）

1984年
- OKAWARI-BOY スターザンS（演出）
- よろしくメカドック（演出）

1985年
- 炎のアルペンローゼ ジュディ&ランディ（チーフディレクター補）
- 昭和アホ草紙あかぬけ一番!（演出）

1986年
- 光の伝説（絵コンテ・演出）
- アニメ ゴーストバスターズ（絵コンテ）
- ドテラマン（1986年 - 1987年、絵コンテ・演出）

1987年
- めぞん一刻（1987年 - 1988年、絵コンテ・演出）

1988年
- F（絵コンテ・演出）

1989年
- らんま1/2 熱闘編（1989年 - 1991年、監督・脚本・絵コンテ）
- 機動警察パトレイバー（絵コンテ）

1992年
- 宇宙の騎士テッカマンブレード（絵コンテ）

1993年
- 無責任艦長タイラー（演出）

1994年
- おまかせスクラッパーズ（絵コンテ）

2002年
- 砂漠の海賊!キャプテンクッパ（演出）
- .hack//SIGN（演出）

2003年
- .hack//黄昏の腕輪伝説（監督）
- WOLF'S RAIN（演出）
- AVENGER（絵コンテ）

2004年
- MADLAX（絵コンテ）
- 吟遊黙示録マイネリーベ（絵コンテ）

2005年
- ツバサ・クロニクル（絵コンテ）

2006年
- 吟遊黙示録マイネリーベwieder（絵コンテ）
- スパイダーライダーズ 〜オラクルの勇者たち〜（絵コンテ）
- .hack//Roots（絵コンテ・演出）

2007年
- スパイダーライダーズ 〜よみがえる太陽〜（絵コンテ）
- エル・カザド（絵コンテ・演出）

2008年
- 無限の住人（絵コンテ・演出）

2009年
- Phantom 〜Requiem for the Phantom〜（絵コンテ・演出）

2010年
- 心霊探偵 八雲（絵コンテ・演出）

2011年
- へうげもの（絵コンテ・演出）

2012年
- 黒子のバスケ（絵コンテ）
- 輪廻のラグランジェ season2（絵コンテ）

2013年
- PSYCHO-PASS サイコパス（絵コンテ）
- ROBOTICS;NOTES（絵コンテ）
- フォトカノ（絵コンテ・演出・演出助手）
- 超次元ゲイム ネプテューヌ THE ANIMATION（絵コンテ）
- のんのんびより（絵コンテ・演出）

2014年
- のうりん（絵コンテ・演出）
- 魔法戦争（演出）　
- 白銀の意思 アルジェヴォルン（絵コンテ）
- 六畳間の侵略者!?（絵コンテ・演出）
- 寄生獣 セイの格率（絵コンテ・演出）

2015年
- ユリ熊嵐（絵コンテ・演出）
- のんのんびより りぴーと（絵コンテ・演出）
- 落第騎士の英雄譚（絵コンテ・演出）

2016年
- 田中くんはいつもけだるげ（絵コンテ）
- ステラのまほう（絵コンテ）
- ALL OUT!!（演出）

2017年
- 神撃のバハムート VIRGIN SOUL（絵コンテ・演出）
- 武装少女マキャヴェリズム（絵コンテ）
- 妹さえいればいい。（絵コンテ）

2018年
- 牙狼〈GARO〉-VANISHING LINE-（絵コンテ）
- 宇宙よりも遠い場所（絵コンテ・演出）
- 三ツ星カラーズ（絵コンテ）
- 若おかみは小学生!（絵コンテ・演出）
- 風が強く吹いている（絵コンテ）

2019年
- どろろ（絵コンテ）
- ダイヤのA actII（演出）
- ナカノヒトゲノム【実況中】（絵コンテ）
- 俺を好きなのはお前だけかよ（絵コンテ）

2020年
- 乙女ゲームの破滅フラグしかない悪役令嬢に転生してしまった…（絵コンテ）
- 恋とプロデューサー〜EVOL×LOVE〜（絵コンテ）
- キミと僕の最後の戦場、あるいは世界が始まる聖戦（絵コンテ）

2021年
- のんのんびより のんすとっぷ（絵コンテ）
- ジャヒー様はくじけない!（絵コンテ）
- Deep Insanity THE LOST CHILD（絵コンテ）

2022年
- ハコヅメ〜交番女子の逆襲〜（絵コンテ）
- それでも歩は寄せてくる（絵コンテ）
- 虫かぶり姫（絵コンテ）

2023年
- 痛いのは嫌なので防御力に極振りしたいと思います。2（絵コンテ）
- 魔王学院の不適合者 II 〜史上最強の魔王の始祖、転生して子孫たちの学校へ通う〜（絵コンテ）
- あやかしトライアングル（絵コンテ）
- 山田くんとLv999の恋をする（絵コンテ）
- 政宗くんのリベンジR（絵コンテ）
- ティアムーン帝国物語〜断頭台から始まる、姫の転生逆転ストーリー〜（絵コンテ）

2024年
- 佐々木とピーちゃん（絵コンテ）
- 望まぬ不死の冒険者（絵コンテ）
- チ。-地球の運動について-（絵コンテ）

2025年
- プリンセッション・オーケストラ（絵コンテ）
- 謎解きはディナーのあとで（絵コンテ）

### 劇場アニメ
- 機動警察パトレイバー the Movie（1989年、演出）
- ハクション大魔王“史上最大魔王の戦い…?の話 （1998年、監督）

### OVA
- 機動警察パトレイバー（1987年、演出）
- .hack//Liminality（2002年、絵コンテ・演出）
- .hack//G.U. Returner（2007年、絵コンテ）
- Halo Legends エピソード5【Homecoming】（2010年、監督）

### Webアニメ
- ムーンライズ（2025年、絵コンテ）